# سایبرفمینیسم
سایبرفمینیسم (انگلیسی: Cyberfeminism) رویکردی فمینیستی است که رابطه بین فضای مجازی، اینترنت و فناوری را پیش‌زمینه قرار می‌دهد، و می‌توان از آن برای اشاره به یک فلسفه، روش‌شناسی یا یک جامعه استفاده کرد. این اصطلاح در اوایل دهه ۱۹۹۰ برای توصیف کار فمینیست‌های علاقه‌مند به نظریه‌پردازی، نقد، کاوش و بازسازی اینترنت، فضای مجازی و فناوری‌های رسانه‌های جدید ابداع شد. شکل‌گیری تفکر سایبرفمینیستی به «مانیفست سایبورگ» دونا هاراوی، موج سوم فمینیسم، فمینیسم پساساختارگرا، فرهنگ رایت گرررل و نقد فمینیستی از حذف ادعایی زنان در بحث‌های فناوری نسبت داده می‌شود.
اولین مورد استفاده از اصطلاح سایبرفمینیسم به هنرمندان و گروه‌های هنری استرالیایی نسبت داده شده است. آغاز جنبش هنری سایبرفمینیستی توسط یکی از پیشگامان آن لیندا دیمنت و یک آهنگ کوئیر پانک بوده است، که از طریق گروه هنری وی‌ان‌اس ماتریکس در سال ۱۹۹۱ ملموس شده و مانیفست یافت.
وی‌ان‌اس ماتریکس مانیفست سایبرفمینیستی قرن بیست و یکم در سال ۱۹۹۱ را به‌صورت آنلاین منتشر کرد.
فروگشای بنیادی شکل‌گیری تفکر سایبرفمینیستی را اروپایی‌ها به «مانیفست سایبورگ» دونا هاراوی، فمینیسم موج سوم، فمینیسم پساساختارگرا، رایت گرررل و نقد فمینیستی به حذف زنان در بحث‌های فناوری نسبت می‌دهند.

## تعریف
سایبرفمینیسم نوعی اتحاد است که می‌خواهد از هر نوع مرز هویتی و تعریف سرپیچی کند و از نظر پتانسیل برای گشودگی رادیکال، پست‌مدرن باشد. این موضوع در صد ضد تز شبکه اولد بویز در سال ۱۹۹۷ دیده می‌شود که ۱۰۰ روشی را که «فمینیسم سایبری نیست» را فهرست می‌کند. کورنلیا سولفرانک از شبکه اولد بویز بیان می‌کند که:
سایبرفمینیسم یک افسانه است. اسطوره داستانی است با منشأ غیرقابل شناسایی یا منشأهای متفاوت دارد. یک اسطوره بر اساس یک داستان مرکزی است که بارها و بارها در انواع مختلف بازگو می‌شود. یک اسطوره، یک تاریخ و همچنین یک حقیقت را انکار می‌کند و دلالت بر جستجوی حقیقت در فضاها، در تفاوت بین داستان‌های مختلف دارد. صحبت از سایبرفمینیسم به‌عنوان یک اسطوره، به‌منظور مبهم کردن آن نیست، بلکه صرفاً نشان می‌دهد که فمینیسم سایبری فقط به‌صورت جمعی وجود دارد.
میا کنسالوو فمینیسم سایبری را چنین تعریف می‌کند:
1. برچسبی برای زنان - به ویژه زنان جوانی که ممکن است حتی نخواهند با تاریخ فمینیسم هم‌سو شوند - نه فقط برای استفاده از فناوری‌های جدید، بلکه برای مشارکت فعال در ساخت آن‌ها.
2. درگیری انتقادی با فناوری‌های جدید و درهم‌تنیدگی آن‌ها با ساختارهای قدرت و سرکوب سیستمی.

دیدگاه فمینیستی سایبری غالب، دیدگاهی اتوپیایی از فضای مجازی و اینترنت به‌عنوان ابزاری برای رهایی از ساختارهای اجتماعی مانند جنسیت، تفاوت جنسیتی و نژاد دارد. برای مثال، توصیفی از این مفهوم آن را مبارزه‌ای برای آگاهی از تأثیر فناوری‌های جدید بر زندگی زنان و همچنین جنسیت به‌اصطلاح موذیانه تکنوفرهنگ در زندگی روزمره توصیف می‌کند. همچنین فناوری را وسیله‌ای برای پیوند بدن با ماشین‌ها می‌داند. این در روشی نشان داده می‌شود که فمینیسم سایبری - که توسط نظریه‌پردازانی مانند باربارا کندی بیان می‌شود - یک مفهوم آگاهی سایبورژی خاص را تعریف می‌کند، که بیانگر شیوه‌ای از تفکر است که گفتمان‌های دوتایی و مخالف را در هم می‌شکند. همچنین موردی برای بررسی مجدد هوش مصنوعی (AI)، که مردانه (از بالا به پایین) در نظر گرفته می‌شود، به نسخه زنانه (از پایین به بالا) با عنوان «برنامه‌نویسی زندگی مصنوعی» نیز وجود دارد.
جولیان پیرس فمینیسم سایبری را این‌گونه تعریف می‌کند: «در سال ۱۹۹۱، در یک شهر دنج استرالیا به نام آدلاید، چهار دختر بی‌حوصله تصمیم گرفتند کمی با هنر و نظریه فمینیستی فرانسوی سرگرم شوند… با ادای احترام به دونا هاراوی، آن‌ها شروع به بازی با ایده فمینیسم سایبری کردند.»
نویسندگان هاثورن و کلاین تحلیل‌های مختلف فمینیسم سایبری را در کتاب خود توضیح می‌دهند: «همان‌طور که فمینیست‌های لیبرال، سوسیالیست، رادیکال و پست‌مدرن وجود دارند، این مواضع نیز در تفاسیر سایبرفمینیسم منعکس شده‌است.» سایبرفمینیسم فقط موضوع نیست، بلکه رویکردی است که برای بررسی موضوع اتخاذ می‌شود. برای مثال: سایبرفمینیسم می‌تواند نقدی بر برابری در فضای مجازی، به چالش کشیدن کلیشه جنسیتی در فضای مجازی، بررسی رابطه جنسیتی در فضای مجازی، بررسی همکاری بین انسان و فناوری، بررسی رابطه زن و فناوری و موارد دیگر باشد.
سیدی پلانت سایبرفمینیسم را پروژه‌ای می‌نگریست که به‌دنبال کشف تاریخچه پیوند زنانگی و فناوری بود و این‌که چگونه ویژگی‌هایی که زنانه بودند برای فناوری مفید بودند، درحالی‌که هنوز در موقعیت تاریخی مشابه فناوری قرار داشتند، عینیت یافتند و در خدمت اهداف مردان بودند. اما برای پلانت آینده به‌سمت فناوری و رها شدن انسان می‌رود، درحالی‌که زنان و فناوری دست‌به‌دست هم می‌دهند و در نظر پلانت «گوشت» و «ذهن» را با هم یکسان می‌کنند.

## پیش‌زمینه نظری
سایبرفمینیسم واکنشی به «بدبینی رویکردهای فمینیستی دهه ۱۹۸۰ که بر ماهیت ذاتاً مردانه علم تکنو تأکید می‌کرد» پدید آمد، و یک جنبش متقابل علیه درک «اسباب بازی برای پسران» از فناوری‌های جدید اینترنتی بود. بر اساس متن منتشرشده توسط ترور اسکات میلفورد یکی دیگر از عواملی که در ظهور فمینیسم سایبری نقش داشته، فقدان گفتمان و مشارکت آنلاین زنانه در مورد موضوعاتی بود که بر زنان تأثیر می‌گذاشت. همان‌طور که فیث وایلدینگ، هنرمند سایبرفمینیست استدلال کرد: «اگر قرار است فمینیسم به پتانسیل سایبری خود بسنده کند، باید جهش پیدا کند تا با پیچیدگی‌های در حال تغییر واقعیت‌های اجتماعی و شرایط زندگی مطابقت داشته باشد، زیرا تأثیر عمیق فناوری‌های ارتباطی و علم تکنو بر همه افراد تغییر می‌کند. این به فمینیست‌های سایبری بستگی دارد که از بینش‌های نظری و ابزارهای استراتژیک فمینیستی استفاده کنند و با تکنیک‌های سایبری به آن‌ها بپیوندند تا با جنسیت‌گرایی، نژادپرستی و نظامی‌گرایی بسیار واقعی که در نرم‌افزار و سخت‌افزار شبکه رمزگذاری شده‌اند، مبارزه کنند و در نتیجه این محیط را سیاسی کنند.»
دونا هاراوی با مقاله ۱۹۸۵ خود «مانیفست سایبورگ: علم، فناوری و فمینیسم سوسیالیستی در اواخر قرن بیستم» که در سیمیان‌ها، سایبورگ‌ها و زنان: اختراع مجدد طبیعت (۱۹۹۱) تجدیدچاپ شد، الهام‌بخش و از دلایل پیدایش فمینیسم سایبری است. مقاله هاراوی بیان می‌کند که سایبورگها می‌توانند از حوزه‌های عمومی و خصوصی فراتر بروند، اما توانایی شناسایی با خاستگاه یا طبیعت خود را ندارند تا حس درک را از طریق تفاوت‌های بین خود و دیگران ایجاد کنند. شولامیث فایراستون و کتاب او به‌نام دیالکتیک جنسی به‌عنوان پیش‌درآمدی برای کار هاراوی در فمینیسم سایبری نام برده شده‌است. کار فایراستون بر فناوری تولید مثل و پیشرفت آن برای از بین بردن ارتباط هویت زنانه مرتبط با زایمان متمرکز است. فایراستون معتقد بود که اگر نقش‌های پیرامون تولید مثل وجود نداشته باشد، نابرابری جنسیتی و ستم علیه زنان قابل حل است. هم فایراستون و هم هاراوی ایده‌آل‌هایی مبتنی بر آندروژنسازی افراد داشتند و هر دو زن می‌خواستند جامعه با بهبود فناوری از زیست‌شناسی فراتر برود.
سایبرفمینیسم را سلف فمینیسم شبکه‌ای می‌دانند. سایبرفمینیسم همچنین با حوزه فن‌شناسی فمینیستی ارتباط دارد.
سیدی پلانت، نظریه‌پرداز فرهنگی بریتانیایی، فمینیسم سایبری را برای توصیف دستورالعمل خود برای تعریف تأثیر زنانه‌سازی فناوری بر جامعه غربی انتخاب کرد.

## نقدها
بسیاری از نقدها به سایبرفمینیسم بر عدم تمرکز عرضی آن، دیدگاه اتوپیایی از فضای مجازی، به‌ویژه تعقیب سایبری (استفاده از اینترنت یا سایر ابزارهای الکترونیکی برای تعقیب یا آزار یک فرد، گروه یا سازمان) و سوءاستفاده سایبری، و ایجاد یک جامعه نخبه متمرکز شده‌است.
یکی از انتقادات عمده به فمینیسم سایبری، به‌ویژه در دوران اوج خود در دهه ۱۹۹۰، این بود که برای آنلاین شدن نیاز به امتیاز اقتصادی داشت: «به هر طریقی اجازه دهید [زنان فقیر] به اینترنت دسترسی داشته باشند، همان‌طور که همه ما داریم. فیث وایلدینگ، هنرمند و متفکر سایبرفمینیست نیز دیدگاه اتوپیایی خود را به‌دلیل انجام ندادن کار سخت آموزش فنی، نظری و سیاسی نقد می‌کند.

## نظریه‌پردازان سایبرفمینیست
- شولامیث فایراستون
- رادیکا گجالا
- کاترین هیلز
- دونا هاراوی
- سوزانا پاسونن